# 328-я стрелковая дивизия (2-го формирования)
328-я стрелковая Варшавская Краснознамённая дивизия — воинское соединение Вооружённых Сил СССР в Великой Отечественной войне

## История
Сформирована на основании постановления ГКО и приказа командующего войсками Северо-Кавказского военного округа от 29.07.1942 года. Формирование начато в городе Беслан. Не закончив формирования, 11.08.1942 года дивизия выступила в город Вагаршапад Армянской ССР. По пути получила новое назначение — прибыть в город Буйнакск к 22.08.1942 года, где дивизия разместилась в аулах Буглен, Атланауле, Нижний и Верхний Дженгутай, Казанище. В состав дивизии наряду с призывниками и фронтовиками из госпиталей вошли курсанты Махачкалинского и Телавского пехотных училищ.
С 10 по 20.09.1942 совершила комбинированный марш: от Махачкалы до Сухуми по железной дороге, далее до Туапсе, некоторые части морским транспортом, а 889-й артиллерийский полк, миномётные и тыловые подразделения — своим ходом. 20.09.1942 дивизия сосредоточилась в районе Туапсе, где заняла оборону на рубеже Большое Псеушко, Анастасиевка, Георгирповка, Кочёвка. В конце сентября дивизия одним полком участвовала в контрударе в районе Сосновки; сама же дивизия прикрывала дорогу Хадыжинская — Туапсе.
29.09.1942 года сосредоточилась в районе горы Шаумян с задачей к исходу 01.10.1942 занять рубеж станции Навагинская, перевал Елисаветпольский, Шаумян в готовности к наступлению одним полком в направлении гор Гейман и Лысая (кроме 1103-го стрелкового полка, находящегося в резерве командующего 18-й армией, а затем в оперативном подчинении командующего 56-й армии и командира 32-й гвардейской стрелковой дивизии).
Вечером 03.10.1942 года тылы дивизии подверглись бомбардировке. 1103-й стрелковый полк участвовал в боях вёл за хутор Куринский в отрыве от дивизии 03-04.10.1942 года. Сама же дивизия обороняла хутора юго-восточнее разъезда Пшиш, станцию Навагинская, перевал Елисаветпольский с задачей не пропустить противника по долине реки Гунайка на Шаумян. 1105-й стрелковый полк (без батальона) с 08.10.1942 года участвовал в боях в долине реки Гунайка совместно с 17-й гвардейской кавалерийской дивизией.
C 13.10.1942 года дивизия в наступлении вдоль долины реки Гунайка, встретив ожесточённое сопротивление, откатилась назад. К тому времени в оперативном подчинении дивизии находился 26-й полк НКВД.
C 14.10.1942 дивизия ведёт тяжёлые оборонительные бои в том же районе, 1105-й стрелковый полк был передан 107-й стрелковой бригаде (до 04.11.1942), зато 17.10.1942 возвращён 1103-й стрелковый полк. 15.10.1942 бои велись даже на командном пункте дивизии.
20.10.1942 года дивизия выведена в резерв армии и разместилась в районе балки Парнева, исключая 1107-й стрелковый полк, ранее закрепившийся на северо-западном склоне горы Шаумян.
26.10.1942 в ходе наступления дивизия заняла Сарай Гору и перерезала дорогу Шаумян — Садовое. Отразив многочисленные контратаки врага, она удержала захваченный рубеж.
11.11.1942 дивизия сменила части 32-й гвардейской стрелковой дивизии на рубеже долина реки Тук, Сарай Гора (7 км северо-западнее Шаумяна) и 12.11.1942 перешла в наступление. До 17.12.1942 дивизия вела оборонительные и частные наступательные бои, когда сдала полосу обороны 119-й стрелковой бригаде и 32-й гвардейской стрелковой дивизии, к утру 19.12.1942 сосредоточилась в районе станица Кривенковская, гора Невеб, Георгиевское, шоссе на Туапсе и приводила себя в порядок. 889-й артиллерийский полк остался на прежних огневых позициях в подчинении командира 119-й стрелковой бригады и позже был выведен из состава дивизии.
24.12.1942 дивизия была выведена в резерв Черноморской группы войск, затем передав часть своего личного состава 8-й гвардейской стрелковой бригаде по железной дороге передислоцировалась в район Сочи, Мацеста для укомплектования.
После обучения и укомплектования 17.03.1943 года дивизия выступила на марш и к утру 25.03.1943 сосредоточилась в районе станицы Северская (20 км юго-западнее Краснодара).
01.05.1943 дивизия сосредоточилась в лагерях южнее станицы Абинская в резерве армии. К исходу 03.05.1943 сосредоточилась во втором эшелоне армии восточнее станицы Неберджаевская в готовности к вводу в сражение. С 05.05.1943 года дивизия в наступлении, форсировала реку Неберджайка, сломила сопротивление частей 9-й немецкой пехотной дивизии и вышла на рубеж скаты высоты 141,7 1 км севернее Неберджаевской. 06.05.1943 отражает контратаки на занятом рубеже. В ночь на 12.05.1942 года дивизия сдвинулась, сменив на позициях 169-й стрелковый полк и 175-й отдельный стрелковый батальон 1-й дивизии НКВД на рубеже Верхний Адагум, хутор Пролетарский. Ей были приданы 1195-й гаубичный артиллерийский полк РВГК, 34-й истребительно-противотанковый артиллерийский полк, 101-й отдельный гвардейский миномётный дивизион, кроме того, её поддерживали: 1230-й артиллерийский полк, 2-й дивизион 1147-го гаубичного артиллерийского полка и батарея 136-го гаубичного артиллерийского полка большой мощности.
Вплоть до 17.08.1942 года дивизия вела частные оборонительные и наступательные бои, после чего была выведена в резерв и в конце августа была переброшена на станции Семейкино и Дарьевка Ворошиловградской области
С 01.09.1943 года участвует в Донбасской операции, наступая во втором эшелоне войск, принимает участие в освобождении 06.09.1943 шахтёрских посёлков имени Артёма и Кирова, а 09.09.1943 в освобождении Очеретино, к 20.09.1943 года подошла к подступам к Запорожью, откуда была выведена в резерв.
В ноябре 1943 года направлена на 1-й Украинский фронт, где принимая участие в Житомирско-Бердичевской операции. В ходе операции приняла участие в освобождении городов Радомышль 26.12.1943 и Житомир 31.12.1943.
С 13.03.1944 года участвует в Полесской операции наступая на Ковель в обход города с юга с рубежа Навуз, Топильно. Действуя на левом фланге армии, вышла на железную дорогу Ковель—Рожище и овладела Туринском, замкнув окружение ковельской группы войск противника.
Принимала участие в Люблин-Брестской операции, принимала участие в освобождении Ковеля, форсировала Западный Буг южнее Бреста, вступила на территорию Польши, к 10.09.1944 года вышла к Висле и 14.09.1944 в ожесточённых боях овладела предместьем Варшавы Прагой.
В ходе Варшавско-Познанской операции наступала севернее Варшавы, форсировала Вислу южнее города Хотомув и 17.01.1945 года участвовала в освобождении Варшавы, затем с 01.03.1945 года участвует в Восточно-Померанской операции, наступая в направлении на Штеттин.
С 16.04.1945 года участвует в Берлинской операции.
В ходе операции участвовала во взятии городов Марквардт (ныне — район Потсдама) 25.04.1945 и Потсдам 27.04.1945.
Дивизия первой из войск 1-го Белорусского фронта соединилась в Кетцине с частями 1-го Украинского фронта, замкнув внешнее кольцо окружения вражеской группировки в Берлине.
В дивизии шесть Героев Советского Союза.

## Полное название
328-я стрелковая Варшавская Краснознамённая дивизия

## Состав
- 1103-й стрелковый полк: командир — майор Татарчук, Кондрат Сафронович (март 1943 года)[1]
- 1105-й стрелковый полк: командир — подполковник Катрич, Владимирим Иванович (март 1943 года)[2]
- 1107-й стрелковый полк
- 889-й артиллерийский полк (до декабря 1942 года и с августа 1943 года)
- 687-й артиллерийский полк (с января 1943 года по август 1943 года)
- 295-й отдельный истребительно-противотанковый дивизион
- 388-я отдельная разведывательная рота
- 606-й отдельный сапёрный батальон
- 777-й отдельный батальон связи
- 411-й медико-санитарный батальон
- 404-я отдельная рота химической защиты
- 391-я автотранспортная рота
- 110-я полевая хлебопекарня
- 749-й дивизионный ветеринарный лазарет
- 2182-я полевая почтовая станция
- 622-я полевая касса Госбанка (на 01.10. 1942 г.)

Перечень № 5 Стрелковых, горнострелковых, мотострелковых и моторизованных дивизий, входивших в состав действующей армии в годы Великой Отечественной войны 1941—1945 гг. / А. П. Покровский. — М.: Министерство обороны, 1956. — 218 с.

## Подчинение
| Дата            | Фронт (округ)                   | Армия                 | Корпус (группа)         | Примечания                                                        |
| --------------- | ------------------------------- | --------------------- | ----------------------- | ----------------------------------------------------------------- |
| 01.08.1942 года | Северо-Кавказский военный округ | —                     | —                       | —                                                                 |
| 01.09.1942 года | Закавказский фронт              | 58-я армия (СССР)     | —                       | с 24 по 29.09.1942 в составе Туапсинского оборонительного района. |
| 01.10.1942 года | Закавказский фронт              | 18-я армия            | —                       | с 20.09.1942                                                      |
| 01.11.1942 года | Закавказский фронт              | 18-я армия            | —                       |                                                                   |
| 01.12.1942 года | Закавказский фронт              | 18-я армия            | —                       | —                                                                 |
| 01.01.1943 года | Закавказский фронт              | —                     | —                       | в составе Черноморской группы войск                               |
| 01.02.1943 года | Закавказский фронт              | —                     | —                       | в составе Черноморской группы войск                               |
| 01.03.1943 года | Северо-Кавказский фронт         | —                     | —                       | в составе Черноморской группы войск                               |
| 01.04.1943 года | Северо-Кавказский фронт         | —                     | 22-й стрелковый корпус  | —                                                                 |
| 01.05.1943 года | Северо-Кавказский фронт         | —                     | 10-й стрелковый корпус  | —                                                                 |
| 01.06.1943 года | Северо-Кавказский фронт         | 56-я армия            | 10-й стрелковый корпус  | —                                                                 |
| 01.07.1943 года | Северо-Кавказский фронт         | 56-я армия            | 10-й стрелковый корпус  | —                                                                 |
| 01.08.1943 года | Северо-Кавказский фронт         | 56-я армия            | 10-й стрелковый корпус  | —                                                                 |
| 01.09.1943 года | Южный фронт                     | 51-я армия            | 10-й стрелковый корпус  | —                                                                 |
| 01.10.1943 года | Резерв Ставки ВГК               | —                     | —                       | —                                                                 |
| 01.11.1943 года | Резерв Ставки ВГК               | 58-я армия            | 94-й стрелковый корпус  | —                                                                 |
| 01.12.1943 года | 1-й Украинский фронт            | 1-я гвардейская армия | 107-й стрелковый корпус | —                                                                 |
| 01.01.1944 года | 1-й Украинский фронт            | 1-я гвардейская армия | 107-й стрелковый корпус | —                                                                 |
| 01.02.1944 года | 1-й Украинский фронт            | 1-я гвардейская армия | 107-й стрелковый корпус |                                                                   |
| 01.03.1944 года | 2-й Белорусский фронт           | 47-я армия            | 77-й стрелковый корпус  | —                                                                 |
| 01.04.1944 года | 2-й Белорусский фронт           | 47-я армия            | 125-й стрелковый корпус | —                                                                 |
| 01.05.1944 года | 1-й Белорусский фронт           | 47-я армия            | 125-й стрелковый корпус | с 05.04.1944 по 16.04.1944 Белорусский фронт                      |
| 01.06.1944 года | 1-й Белорусский фронт           | 47-я армия            | 129-й стрелковый корпус | —                                                                 |
| 01.07.1944 года | 1-й Белорусский фронт           | 47-я армия            | —                       | —                                                                 |
| 01.08.1944 года | 1-й Белорусский фронт           | 47-я армия            | 77-й стрелковый корпус  | —                                                                 |
| 01.09.1944 года | 1-й Белорусский фронт           | 47-я армия            | 129-й стрелковый корпус | —                                                                 |
| 01.10.1944 года | 1-й Белорусский фронт           | 47-я армия            | 129-й стрелковый корпус | —                                                                 |
| 01.11.1944 года | 1-й Белорусский фронт           | 47-я армия            | 129-й стрелковый корпус | —                                                                 |
| 01.12.1944 года | 1-й Белорусский фронт           | 47-я армия            | 77-й стрелковый корпус  | —                                                                 |
| 01.01.1945 года | 1-й Белорусский фронт           | 47-я армия            | 77-й стрелковый корпус  | —                                                                 |
| 01.02.1945 года | 1-й Белорусский фронт           | 47-я армия            | 77-й стрелковый корпус  | —                                                                 |
| 01.03.1945 года | 1-й Белорусский фронт           | 47-я армия            | 77-й стрелковый корпус  | —                                                                 |
| 01.04.1945 года | 1-й Белорусский фронт           | 47-я армия            | 77-й стрелковый корпус  | —                                                                 |
| 01.05.1945 года | 1-й Белорусский фронт           | 47-я армия            | 77-й стрелковый корпус  | —                                                                 |

## Командиры
- Петунин, Николай Иванович (04.08.1942 — 05.05.1943), полковник;
- Павловский, Иван Григорьевич (06.05.1943 — 07.1945), полковник.

## Награды и наименования
| Награда (наименование)             | Дата            | За что награждена |
| ---------------------------------- | --------------- | --- |
| Орден Красного Знамени             | 09.08.1944 года | награждена указом Президиума Верховного Совета СССР от 9 августа 1944 года за образцовое выполнение заданий командования в боях при прорыве обороны немцев западнее Ковель и проявленные при этом доблесть и мужество. |
| почётное наименование «Варшавская» | 19.02.1945 года | присвоено приказом Верховного Главнокомандующего № 010 от 19 февраля 1945 года в ознаменование одержанной победы и отличие в боях за овладение городом Варшава                                                         |

Награды частей дивизии:
- 1103-й стрелковый Сохачевский[5] Краснознамённый[6] полк
- 1105-й стрелковый Померанский[7] орденов Суворова[8] и Александра Невского[6] полк
- 1107-й стрелковый орденов Богдана Хмельницкого (II степени)[8] и Александра Невского[9] полк
- 889-й артиллерийский Сохачевский[5] ордена Александра Невского[6] полк
- 295-й отдельный истребительно-противотанковый ордена Александра Невского[10] дивизион
- 606-й отдельный сапёрный ордена Красной Звезды[10] батальон
- 777-й отдельный ордена Красной Звезды[10] батальон связи

## Отличившиеся воины дивизии
| Награда | Ф. И. О.                        | Должность                                             | Звание    | Дата награждения | Примечания                         |
| ------- | ------------------------------- | ----------------------------------------------------- | --------- | ---------------- | ---------------------------------- |
|         | Денисов, Анатолий Михайлович    | командир батальона 1103-го стрелкового полка          | капитан   | 27.02.1945       |                                    |
|         | Мухин, Алексей Фёдорович        | Командир отделения разведки 1105-го стрелкового полка | старшина  | 31.05.1945       | в составе дивизии 1 степень ордена |
|         | Никитин, Василий Михайлович     | командир пулемётного взвода 1105-го стрелкового полка | лейтенант | 27.02.1945       |                                    |
|         | Петров, Георгий Иванович        | парторг батальона 1103-го стрелкового полка           | лейтенант | 06.04.1945       | посмертно                          |
|         | Романенков, Николай Титович     | комсорг 1103-го стрелкового полка                     | капитан   | 27.02.1945       |                                    |
|         | Селицкий, Иван Степанович       | командир отделения 1105-го стрелкового полка          | старшина  | 27.02.1945       |                                    |
|         | Чепрунов, Григорий Северьянович | Командир 1103-го стрелкового полка                    | полковник | 06.04.1945       |                                    |

## Память